# محمد اسماعیل صفدری
محمّد اسماعیل صفدری (زاده: ۱۳۴۲ ولسوالی بهسود، ولایت وردک) سیاست‌مدار افغانستانی و نماینده مردم کابل در دوره پانزدهم مجلس نمایندگان افغانستان است.

## زندگی
محمّد اسماعیل صفدری زادهٔ ۱۳۴۲ از ولسوالی بهسود ولایت وردک افغانستان است. وی دارای تحصیلات خود را در رشته علوم اسلامی در شهر قم ایران به پایان رسانده‌است.

## دیگر فعالیت‌ها
- رئیس کتابخانه‌های فتح و خاتم النبیین.[۱]
- رئیس شورای مساجد ولایت بامیان و هزاره‌جات.[۱]
- رئیس دفتر حزب وحدت اسلامی افغانستان در زاهدان.[۱]
- معاون دفتر مرکزی حزب وحدت اسلامی افغانستان در کابل.[۱]
- رئیس شورای ولایتی حزب وحدت اسلامی افغانستان در کابل.[۱]